# Thijs (voornaam)
De Nederlandse jongensnaam Thijs is afgeleid van Matthijs, wat op zijn beurt weer is afgeleid van de naam van de evangelist Mattheüs. Ook vaak geschreven als Tijs.

## Bekende personen met de naamThijsofTijs
Onderstaande namen hebben een pagina op Wikipedia:
- Platte Thijs, legendarisch figuur
- Thijs Römer, acteur
- Thijs Al
- Thijs Berman
- Thijs Booy
- Thijs Chanowski
- Thijs Houwing
- Thijs Libregts
- Thijs Roks
- Thijs Slegers
- Thijs Tonnaer
- Tijs Verwest
- Thijs Wöltgens
- Thijs de Greeff
- Thijs de Melker
- Thijs van Aken
- Thijs van Leer
- Thijs van Veen